# Neuroperla
Neuroperla is een geslacht van steenvliegen uit de familie Eustheniidae. De wetenschappelijke naam van het geslacht is voor het eerst geldig gepubliceerd in 1960 door Illies.

## Soorten
Neuroperla omvat de volgende soorten:
- Neuroperla schedingi (Navás, 1930)